# Площадь Революции (Гавана)
Площадь Революции (исп. Plaza de la Revolución) — общественная площадь в городе Гавана, Куба. Одна из крупнейших в мире — 72000 м². Расположена в одноимённом муниципалитете, основанном в 1976 году), который также включает часть бульвара вдоль набережной (Малеко́н (Гавана)) и исторического района Веда́до.

## История
Была создана во времена президента Фульхенсио Батисты и первоначально называлась «Пла́са Си́вика» (Plaza Cívica, Гражданская площадь) , хотя международную известность получила после Кубинской революции.
Идея строительства этой площади появилась в начале 1940-х, когда был организован международный конкурс на строительство памятника Хосе Марти в районе Гаваны, где когда-то была Часовня Каталонцев (La Ermita de los Catalanes). В 1943 соответствующее решение было принято, но прошло несколько лет, прежде чем возобновилось обсуждение этого вопроса.
Примечательна как место проведения многих политических митингов во главе с Фиделем Кастро и другими политическими деятелями Кубы.
Здесь находится министерство культуры Кубы.

## Достопримечательности

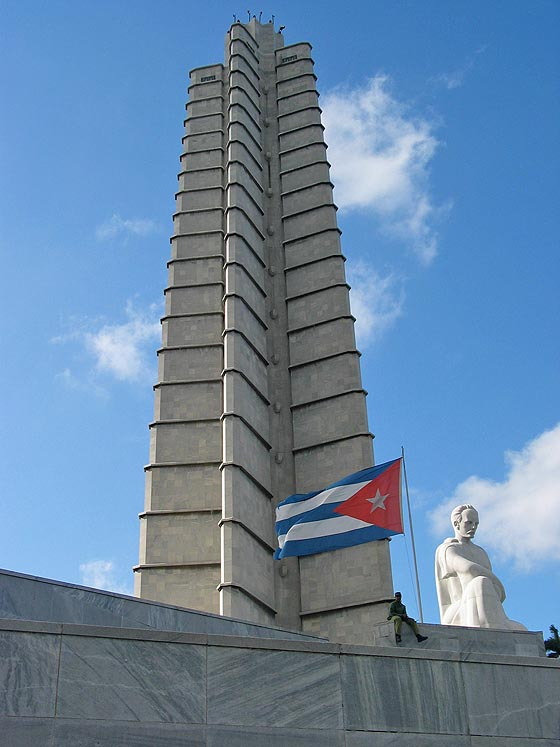
Мемориал Хосе Марти.